# Otospermophilus variegatus
El ardillón de roca, también conocido como ardilla de pedregal, ardilla terrestre, o techalote; es una especie de roedor de la familia Sciuridae.
La cabeza y los ojos son grandes, las orejas se extienden por encima de la parte superior de la cabeza y son mucho más largas que anchas. Tiene una longitug corporal entre 43 a 53 cm (17-21 pulgadas). El cuello es moderadamente largo y robusto, y las extremidades son de longitud media en comparación con otras ardillas, siendo las extremidades anteriores más cortas que las posteriores. La cola es larga y peluda. Tiene garras largas en todos los dedos excepto en el pulgar (pollex), que es extremadamente corto y presenta una uña ancha.

## Distribución geográfica
Se encuentran en México y en los Estados Unidos.
En los Estados Unidos, la ardilla de roca se encuentra desde la meseta de Edwards y el área de Trans-Pecos en Texas hacia el oeste, a través de gran parte de Nuevo México, Arizona y hasta el extremo sureste de California; hacia el norte, llega a Colorado (principalmente al oeste de la Cordillera Front), la mayor parte de Utah y el este de Nevada. Su distribución abarca gran parte de México, desde Puebla, Colima, Guerrero y Morelos hacia el norte hasta los Estados Unidos, aunque está ausente de las tierras bajas costeras del este.

## Ecología
Como su nombre común sugiere, la ardilla de roca es residente de hábitats rocosos, su presencia está determinada por la existencia de rocas, piedras y cantos rodados en forma de laderas pedregosas, colinas rocosas, cañones, arroyos y acantilados. En ecosistemas alterados, las ardillas de roca aprovechan estructuras hechas por el ser humano, como edificios antiguos, puentes, caminos en terrazas y muros de piedra.